# Siu Sai Wan
Siu Sai Wan (kinesiska: 小西灣, 小西湾) är en vik i Hongkong (Kina). Den ligger i den centrala delen av Hongkong.